# القزم الأمريكي
ماعز القزم الأمريكي هو سلالة أمريكية من الماعز باضطراب جيني يجعلها قزمة . لديها جسم صغير وممتلئ. مثل القزم النيجيري ، وهو مشتق من مجموعة سلالات غرب إفريقيا القزم . :355:35  بين عامي 1930 و 1960، تم استيراد هذا النوع من الماعز إلى الولايات المتحدة لاستخدامها إما كحيوانات حديقة أو لإجراء الأبحاث عليها بسبب سهولة السيطرة عليها؛ وتم تصنيفها كسلالة في عام 1975. :355:40  يُعرف أيضًا باسم ماعز القزم الأفريقي . وهو مختلف عن سلالةماعز القزم البريطانيه.  يبلغ عمره مابين 10 إلى 15 عامًأ.

## تاريخ
بين عامي 1930 و 1960 ، تم استيراد مجموعة متنوعة من الماعز الصغيرة من مجموعة سلالات غرب إفريقيا القزم من حدائق الحيوان في ألمانيا إلى الولايات المتحدة ، لعرضها في حدائق الحيوان أو استخدامها كحيوانات بحثية . :355:40  جاء بعضها عبر مربيين من القطاع الخاص احتفظوا بها وربوها كحيوانات أليفة . :355 بحلول سبعينيات القرن الماضي ، تم تطوير نوعين متميزين: أحدهما عريض ومضغوط وصلب مثل السلالة الأفريقية الأصلية، والآخر أكثر حساسية ، يشبه إلى حد كبير ماعز الألبان. :39 أصبح هذا الأخير هو القزم النيجيري ، في حين أصبح الأول هو القزم الأمريكي. :355:39

## الخصائص
القزم الأمريكي صغير وممتلئ الجسم وله عظام سميكة: عادةً ما يكون الارتفاع عند الكتفين في حدود 40 إلى 50 سـم (16 إلى 20 بوصة) ، بأوزان من 25 إلى 40 كـغ (55 إلى 88 رطل) .  له سبعة ألوان رئيسية : الكراميل بعلامات سوداء ، والكراميل بعلامات بنية ، والأجوتي البني ، والأجوتي الرمادي ، والأجوتي الأسود ، والأسود بعلامات بيضاء ، والأسود الخالص. 

## التربية
يُربى القزم الأمريكي من أجل اللحم أو كحيوان أليف ؛ يتم الاحتفاظ به عادة في حدائق الحيوان. :40  بسبب صغر حجمها وسهولة التعامل معها ، يمكن استخدامها في البحث العلمي ؛ حيث وجد أنه منتج جيد للأجسام المضادة للأبحاث المناعية . :21
1. 1 2
2. 1 2 3 4 5 6
3. 1 2 3 4 5